# Cyphomyia bicarinata
Cyphomyia bicarinata är en tvåvingeart som beskrevs av Samuel Wendell Williston  1900. Cyphomyia bicarinata ingår i släktet Cyphomyia och familjen vapenflugor. Inga underarter finns listade i Catalogue of Life.